# NGC 3695
NGC 3695 је спирална галаксија у сазвежђу Велики медвед која се налази на NGC листи објеката дубоког неба.
Деклинација објекта је + 35° 34' 32" а ректасцензија 11h 29m 17,3s. Привидна величина (магнитуда) објекта NGC 3695 износи 14,0 а фотографска магнитуда 14,8. NGC 3695 је још познат и под ознакама NGC 3698, UGC 6490, MCG 6-25-78, CGCG 185-71, PGC 35389.